# Elecciones en Colombia

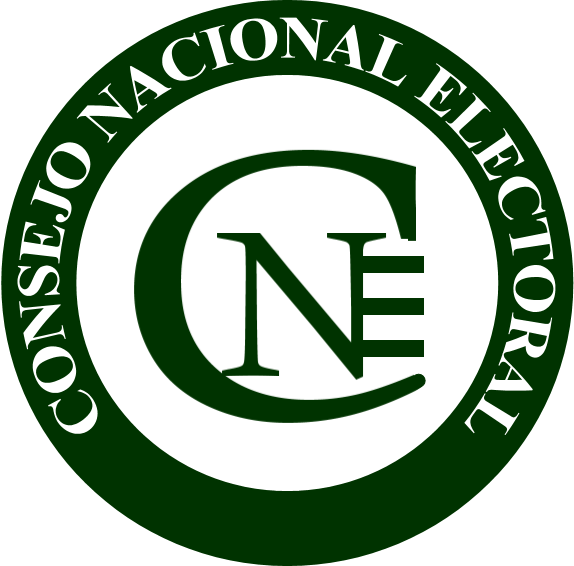
Logo del Consejo Nacional Electoral.

Las Elecciones en Colombia son reguladas y controladas por el Consejo Nacional Electoral, organismo que provee información sobre las elecciones y resultados de las mismas a los políticos electos a nivel central (el presidente y el congreso). El presidente es electo para un periodo de 4 años. El Congreso tiene dos cámaras: la Cámara de Representantes tiene 163 miembros, elegidos por elección popular por 4 años. El Senado tiene 102 miembros, elegidos por elección popular por 4 años.

## Sistema actual
Para el Poder ejecutivo son elegidos tanto el Presidente como el Vicepresidente en una única votación, por un período de cuatro años, por voto popular directo, utilizando un sistema de segunda vuelta electoral en caso de que el ganador de la primera vuelta no logre más del 50% de los votos a su favor.
El poder legislativo está compuesto por un sistema bicameral. La Cámara de Representantes tiene 162 miembros, electos por un periodo de cuatro años en proporción a la cantidad de habitantes por cada departamento del país. Por su parte, el Senado de la República cuenta con 102 miembros, electos por un periodo de cuatro años en circunscipción nacional.
Colombia tiene un sistema pluripartidista, establecido en la Constitución de 1991, y reformado en el 2003, con doce partidos políticos, los cuales cuentan con personería jurídica vigente por cuatro años en caso de que algún candidato logre un escaño en alguna de las partes del legislativo.

## Elecciones y resultados

### Elecciones presidenciales de 2023
| Elección                                              | Fecha             | Cargos                                            |
| ----------------------------------------------------- | ----------------- | ------------------------------------------------- |
| Elecciones presidenciales de la Gran Colombia de 1825 | 1825              | Presidente de Colombia,Vicepresidente de Colombia |
| Elecciones presidenciales de la Gran Colombia de 1830 | 4 de mayo de 1830 | Presidente de Colombia,Vicepresidente de Colombia |
| Elecciones presidenciales de Colombia de 1833         | 1833              | Presidente de Colombia                            |
| Elecciones presidenciales de Colombia de 1837         | 1837              | Presidente de Colombia                            |
| Elecciones presidenciales de Colombia de 1841         | 1841              | Presidente de Colombia                            |
| Elecciones presidenciales de Colombia de 1845         | 1845              | Presidente de Colombia                            |
| Elecciones presidenciales de Colombia de 1849         | 1849              | Presidente de Colombia                            |
| Elecciones presidenciales de Colombia de 1853         | 1853              | Presidente de Colombia                            |
| Elecciones presidenciales de Colombia de 1857         | 1857              | Presidente de Colombia                            |
| Elecciones presidenciales de Colombia de 1861         | 1861              | Presidente de Colombia                            |
| Elecciones presidenciales de Colombia de 1864         | 1864              | Presidente de Colombia                            |
| Elecciones presidenciales de Colombia de 1866         | 1866              | Presidente de Colombia                            |
| Elecciones presidenciales de Colombia de 1868         | 1868              | Presidente de Colombia                            |
| Elecciones presidenciales de Colombia de 1870         | 1870              | Presidente de Colombia                            |
| Elecciones presidenciales de Colombia de 1872         | 1872              | Presidente de Colombia                            |
| Elecciones presidenciales de Colombia de 1874         | 1874              | Presidente de Colombia                            |
| Elecciones presidenciales de Colombia de 1876         | 1876              | Presidente de Colombia                            |
| Elecciones presidenciales de Colombia de 1878         | 1878              | Presidente de Colombia                            |
| Elecciones presidenciales de Colombia de 1880         | 1880              | Presidente de Colombia                            |
| Elecciones presidenciales de Colombia de 1882         | 1882              | Presidente de Colombia                            |
| Elecciones presidenciales de Colombia de 1884         | 1884              | Presidente de Colombia                            |
| Elecciones presidenciales de Colombia de 1892         | 1892              | Presidente de Colombia,Vicepresidente de Colombia |
| Elecciones presidenciales de Colombia de 1898         | 1898              | Presidente de Colombia,Vicepresidente de Colombia |
| Elecciones presidenciales de Colombia de 1904         | 1904              | Presidente de Colombia,Vicepresidente de Colombia |
| Elecciones presidenciales de Colombia de 1910         | 1910              | Presidente de Colombia                            |
| Elecciones presidenciales de Colombia de 1914         | 1914              | Presidente de Colombia                            |
| Elecciones presidenciales de Colombia de 1918         | 1918              | Presidente de Colombia                            |
| Elecciones presidenciales de Colombia de 1922         | 1922              | Presidente de Colombia                            |
| Elecciones presidenciales de Colombia de 1926         | 1926              | Presidente de Colombia                            |
| Elecciones presidenciales de Colombia de 1930         | 1930              | Presidente de Colombia                            |
| Elecciones legislativas de Colombia de 1931           | 1931              | Cámara de Representantes de Colombia              |
| Elecciones legislativas de Colombia de 1933           | 1933              | Cámara de Representantes de Colombia              |
| Elecciones presidenciales de Colombia de 1934         | 1934              | Presidente de Colombia                            |
| Elecciones legislativas de Colombia de 1935           | 1935              | Cámara de Representantes de Colombia              |
| Elecciones legislativas de Colombia de 1937           | 1937              | Cámara de Representantes de Colombia              |
| Elecciones presidenciales de Colombia de 1938         | 1938              | Presidente de Colombia                            |
| Elecciones legislativas de Colombia de 1939           | 1939              | Cámara de Representantes de Colombia              |
| Elecciones legislativas de Colombia de 1941           | 1941              | Cámara de Representantes de Colombia              |

### Elecciones Legislativas de 2010
Las elecciones se realizaron en el mes de marzo, algo más de 2 meses antes de la elección presidencial. En estas se eligieron los nuevos integrantes del Congreso de Colombia además de los 5 representantes en el Parlamento Andino para el periodo 2010 - 2014. Se buscaban 102 Senadores de 948 candidatos y 165 Representantes de 1533 candidatos, un gran protagonista de las elecciones fue que los tarjetones fueron difíciles de entender trajendo consigo que los votos nulos lograron la tercera posición de votos. Finalmente el Partido de la U por segundas elecciones consecutivas ganaría los comicios con 2.792.944 votos llevándose 76 curules sacándole notable diferencia al Partido Conservador Colombiano que también aumentaría sus sillas y lograría 58 asientos. El Partido Liberal Colombiano lograría el tercer lugar con 56 puesto en el congreso. Cambio Radical perdería 9 sillas logrando 24 sillas, el Partido de Integración Nacional lograría 20 curules, el Polo Democrático Alternativo lograría 13 sillas, el Partido Verde 8 sillas y el Movimiento MIRA 4 asientos.

### Elecciones Presidenciales del 2010
Las elecciones presidenciales fueron llevadas a cabo en el año 2010, quedando como presidente electo Juan Manuel Santos Calderón (anteriormente ministro de Defensa Nacional) con una votación histórica de 9.004.221, nunca antes vista en Colombia; esta votación la obtuvo en la segunda vuelta, ya que en la primera vuelta no alcanzó a obtener el 50% de la votación y por lo tanto se necesitó de una segunda vuelta donde participaron los dos candidatos más opcionados que fueron Antanas Mockus (anteriormente alcalde de Bogotá) por el partido Verde y Juan Manuel Santos por el partido de la U. 
El nuevo presidente de Colombia tiene un período de 4 años (2010-2014), entre sus propuestas más importantes que tiene es combatir la violencia, en especial los grupos terroristas como las FARC y el ELN, también luchar contra el narcotráfico y bajar el desempleo al nivel más bajo posible.

### Elecciones Legislativas de 2014
Se realizaron en marzo de 2014, dos meses antes de la elección presidencial. En estas se eligieron los congresistas de Colombia y los representantes en el Parlamento Andino, se buscaban los 102 miembros del Senado de 773 candidatos, 166 de la Cámara de Representantes de 1528 candidatos, y los ya mencionados 5 delegados colombianos al parlamento andino de 23 candidatos. Como gran protagonista es que el expresidente Álvaro Uribe se lanzara al senado por su partido Centro Democrático siendo la primera vez desde que entró en vigencia la Constitución de 1991 que un exmandatario aspira al congreso. Finalmente el Partido de la U sería el ganador con 2.253.206 votos llevándose un total de 58 sillas en el congreso (21 senadores y 37 representantes) perdiendo considerablemente 18 sillas. El Partido Conservador Colombiano alcanzaría 48 curules, perdiendo 14. Mientras que el Partido Liberal Colombiano superaría al Partido conservador como la segunda mayor fuerza política del país en el congreso con 56 asientos siendo el único partido que se mantuvo estable al aumentar una silla más junto a la alianza verde. Cambio Radical lograría 24 sillas, Alianza Verde 11 sillas, Opción Ciudadana, 10 sillas, Polo Democrático Alternativo 8 sillas y el Movimiento MIRA 3 sillas.

### Elecciones Presidenciales del 2014
Se llevaron a cabo en 2014, quedando reelegido el presidente Juan Manuel Santos Calderón de la Unidad Nacional para el periodo (2014 - 2018) tras una reñida primera vuelta que sería ganada por Óscar Iván Zuluaga por el Centro Democrático. Por esto sería necesaria una segunda vuelta donde el actual jefe de Estado ganaría por 7.839.342 votos, notándose que bajo considerablemente la cantidad de votos obtenida en comparación con hace 4 años, y también que ganaría de nuevo la presidencia por una diferencia de menos de 1 millón de votos, esta elección estuvo marcada en parte por tener la abstención más alta de la historia del país con el 60%, subiendo 8% en comparación con 2010.

### Plebiscito sobre los acuerdos de paz 2016
Fue un plebiscito para saber si el pueblo colombiano refrendaba o no, los acuerdos entre el Gobierno de Colombia y las FARC, el umbral electoral fue del 13% del censo electoral (4.396.626 votos), finalmente tras una campaña agitada de ambas partes, ambas opciones superarían notablemente el umbral y contrariamente a como decían las encuestas, el NO ganaría la elección con 6.431.372 por un estrecho margen de solo 53.908 votos. Dejando como ganador al Centro Democrático, partido en contra de los acuerdos, encabezado por el senador y expresidente Álvaro Uribe y como perdedor al presidente Juan Manuel Santos. El resultado fue muy inesperado y produjo la atención de medios mundiales. Otra gran protagonista fue la abstención donde solo el 37% de las personas habilitadas para votar lo hicieron. En Colombia esta elección dejó dividido al país y en una incertidumbre de saber que pasará con lo pactado en La Habana.

### Elecciones Presidenciales del 2018
Se celebraron el domingo 27 de mayo de 2018, pese a que ningún candidato logró alcanzar y sobrepasar el 50% más 1 de los votos válidamente emitidos, se realizó una segunda ronda electoral, en la cual ganó el candidato Iván Duque Márquez con un 53.98% de los votos frente al 41.77% del candidato Gustavo Petro, el cual está luchando por la presidencia del país este año 2022.